# Bacteria púrpura

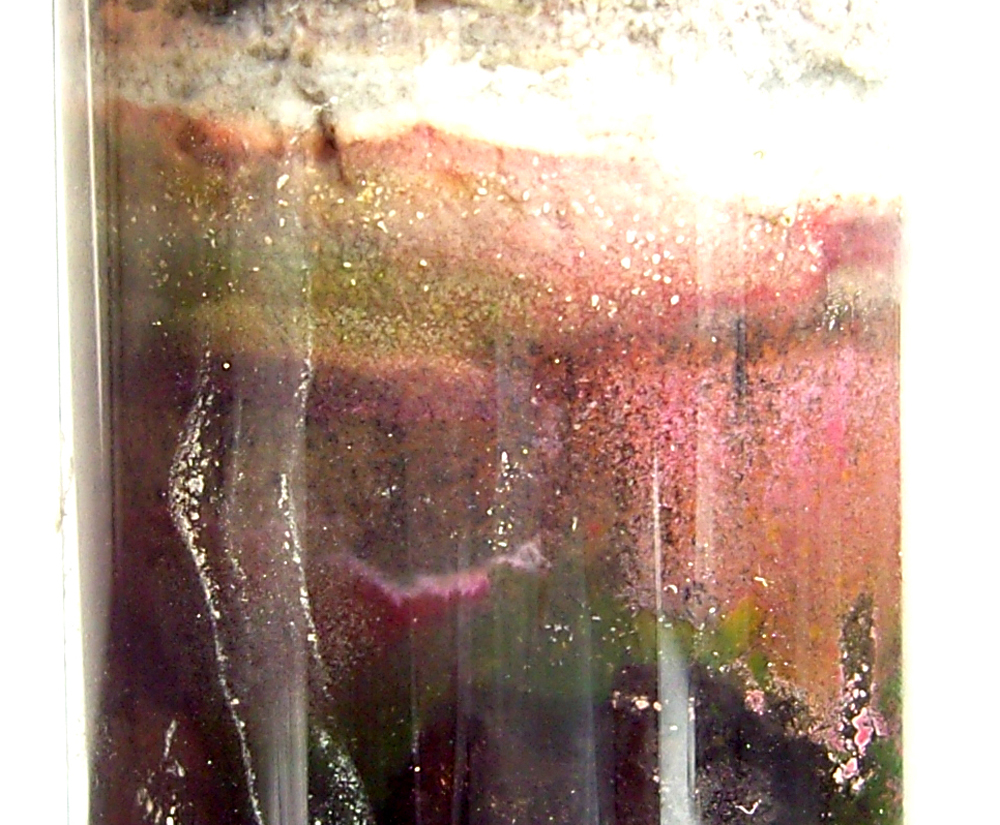
Cultivo de bacterias púrpuras usando la columna de Vinogradski.

Las bacterias púrpuras, también llamadas bacterias púrpuras fotosintéticas o bacterias rojas, son proteobacterias fotótrofas, esto es, capaces de producir energía a través de la fotosíntesis. Poseen pigmentos de bacterioclorofila a o b, junto con varios carotenoides.  Estos les proporcionan unos colores que incluyen el rojo púrpura, rojo vino, rojo, coloraciones amarronadas, color durazno, beige, oliva y rosado. La fotosíntesis tiene lugar en centros reactivos sobre la membrana celular, la cual se dobla dentro de la célula para formar sacos, tubos u hojas, incrementando la superficie disponible; para ello utiliza energía solar, pero a diferencia de algas y plantas que usan luz solar, las bacterias púrpuras usan radiación infrarroja.
Las bacterias púrpuras son principalmente fotoautótrofas, pero también se sabe que pueden ser quimioautótrofas o fotoheterótrofas . Pueden ser además mixótrofas, capaces de respiración aerobia y fermentación.

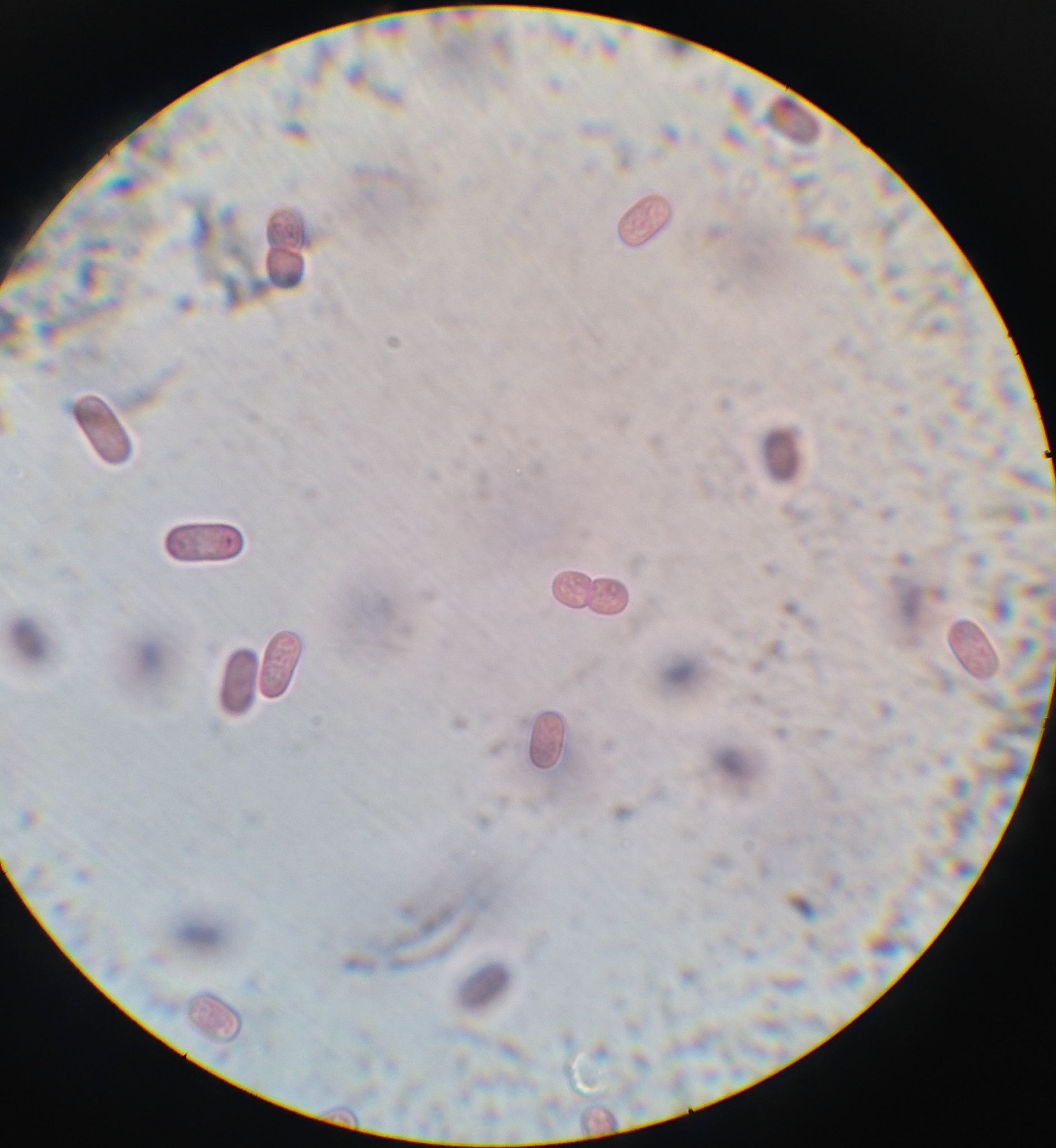
Bacteria púrpura del azufre Chromatium.

Como la mayoría de las demás bacterias fotosintéticas, las bacterias púrpuras no producen oxígeno porque el agente reductor implicado en la fotosíntesis no es el agua. En algunas, llamadas bacterias púrpuras del azufre, el agente reductor es sulfuro o azufre; en otras, llamadas bacterias púrpuras no del azufre, típicamente es hidrógeno aunque algunas pueden utilizar otros compuestos en cantidades pequeñas. En el pasado los distintos grupos eran consideradas familias, pero los árboles de ARN indican que las bacterias púrpuras comprenden una variedad de grupos separados, cada uno más relacionado con proteobacterias no-fotosintéticas que con los otros grupos.  

## Taxonomía
Las bacterias púrpuras no del azufre se incluyen entre los subgrupos de proteobacterias alfa y beta, comprendiendo:

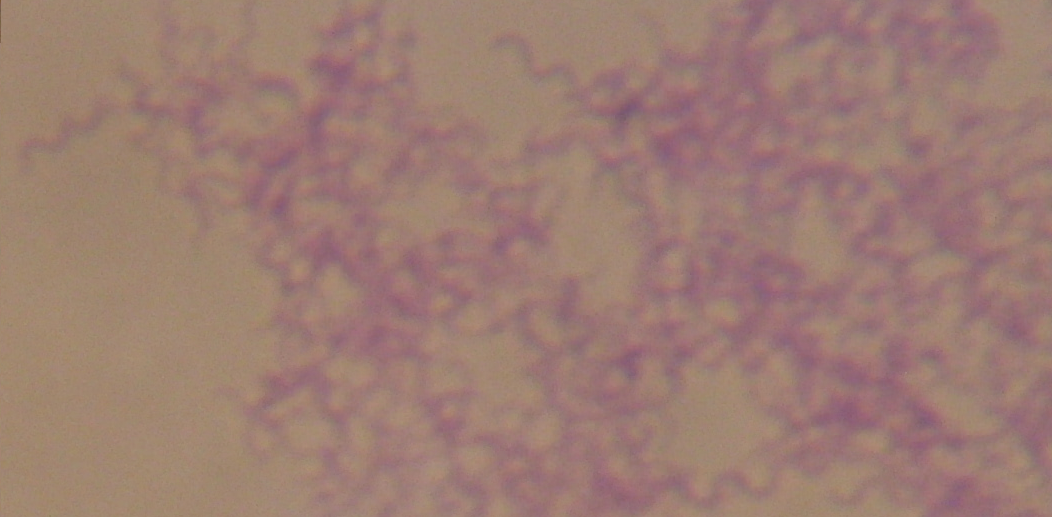
Bacteria púrpura no del azufre Rhodospirillum.

- Rhodospirillales

Rhodospirillaceae (por ejemplo, Rhodospirillum).
Acetobacteraceae (por ejemplo, Rhodopila).
- Rhizobiales

Bradyrhizobiaceae (por ejemplo, Rhodopseudomonas).
Hyphomicrobiaceae (por ejemplo, Rhodomicrobium).
Rhodobiaceae (por ejemplo, Rhodobium).
- Otras familias:

Rhodobacteraceae (por ejemplo, Rhodobacter).
Rhodocyclaceae (por ejemplo, Rhodocyclus).
Comamonadaceae (por ejemplo, Rhodoferax).
Las bacterias púrpuras del azufre se incluyen en el subgrupo gamma y forman el orden Chromatiales. La semejanza entre la maquinaria fotosintética en estas diversas líneas indica que tuvieron un origen común, bien de algún antepasado común o conseguida por transferencia lateral.
- Chromatiaceae (por ejemplo, Chromatium).

## Usos
Se proyecta como uso futuro la capacidad de las bacterias púrpuras para convertir los desechos humanos en energía limpia de hidrógeno. Una desventaja importante de las plantas de tratamiento de aguas residuales es su huella de carbono que afecta el calentamiento global; investigadores españoles encontraron la manera de ahorrar la energía que gastan las plantas de tratamiento produciendo hidrógeno, el cual es muy energético. Al tener las bacterias púrpuras un metabolismo versátil, se aprovecha su capacidad para consumir CH4 (metano), para utilizar energía solar y para fijar el CO2 atmosférico, como lo hacen las plantas; convirtiendo a la planta de tratamiento en una eventual biorrefinería con cero huella de carbono. De esta manera se explota el desecho de las heces humanas como una fuente inesperada de biocombustible, además de favorecer la descontaminación, especialmente porque las plantas de tratamiento convencionales de aguas residuales son una gran fuente de gases de efecto invernadero como el metano y el óxido nitroso, gastan mucha energía eléctrica y producen dióxido de carbono. El proceso debe ser controlado, porque varían los productos metabólicos bacterianos dependiendo de la temperatura, cantidad de radiación infrarroja solar que recibe, concentración de nutrientes, además de tomar en cuenta que la presencia de amonio inhibe el proceso y el uso de corriente eléctrica lo activa.